# Simon Möller
Pour les articles homonymes, voir Möller.
Simon Möller, né le 2 juillet 2000 à Lübeck en Allemagne, est un handballeur suédois qui évolue au Fenix Toulouse Handball et en équipe nationale suédoise.

## Biographie
Simon Möller nait en Allemagne alors que son père handballeur, Peter (de), jouait pour l'équipe allemande du VfL Lübeck-Schwartau. Son frère cadet, Felix (de), est également handballeur international.
C'est avec le club suédois de l'IK Sävehof que Simon Möller atteint le haut niveau, remportant le Championnat de Suède a trois reprises et une fois la Coupe de Suède. Il est élu meilleur du championnat pour la saison 2023/2024
Ses bonnes performances le conduisent à être sélectionné en équipe nationale suédoise en janvier 2024. Il participe ainsi au Championnat d'Europe 2024 en tant que troisième gardien derrière Andreas Palicka et Tobias Thulin et remporte une médaille de bronze.
À l'été 2024, il rejoint le club français du Fenix Toulouse Handball,.

## Palmarès

### En club
Compétitions nationales
- Championnat de Suède
  - vainqueur (3) : 2019, 2021, 2024
  - Finaliste : 2023
- Coupe de Suède
  - vainqueur (1) : 2022

### En équipe nationale
- Médaille de bronze au Championnat d'Europe 2024